# Uhřínov

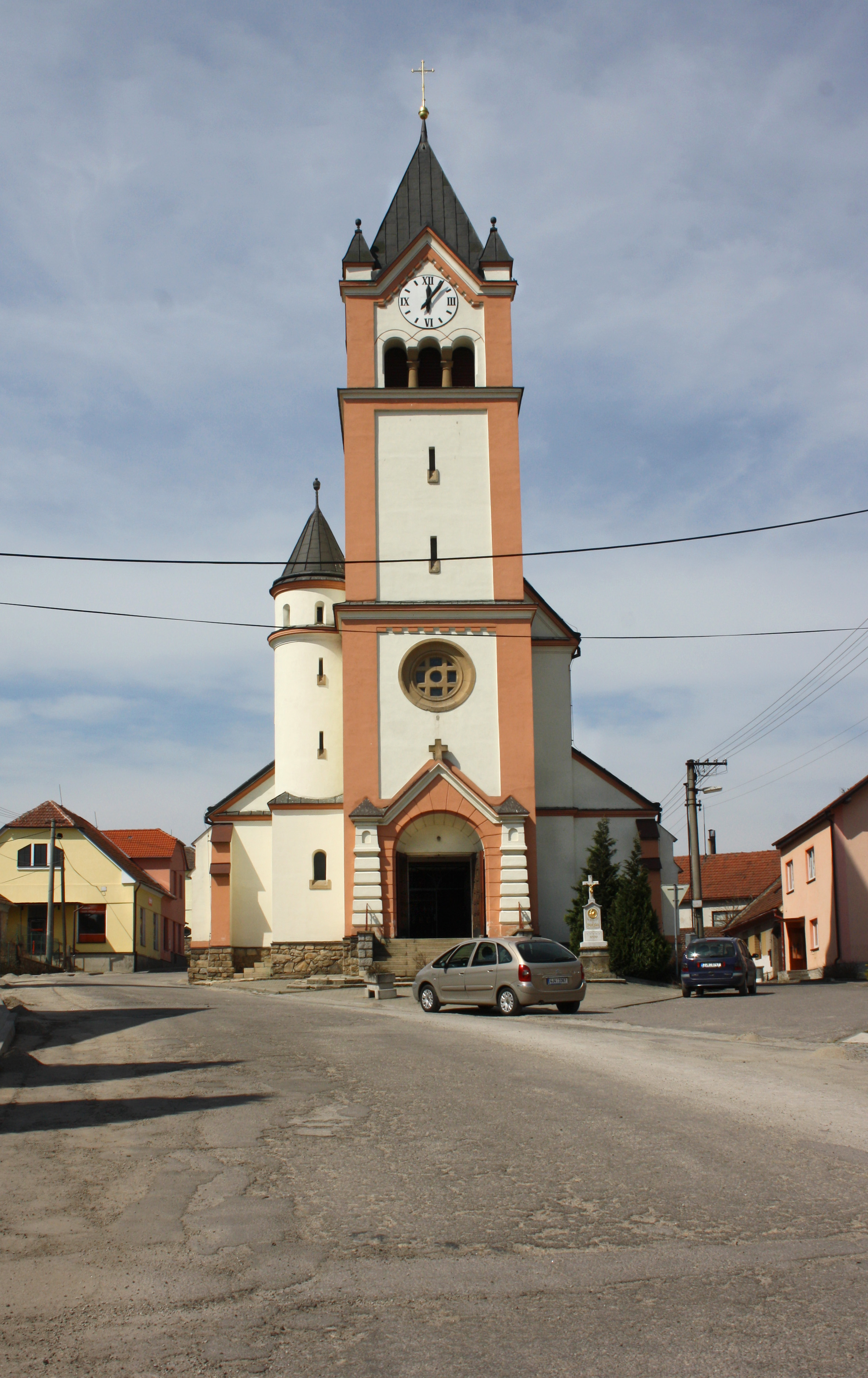
Kirche

Uhřínov (deutsch Aurschinow, auch Uhrzinau) ist eine Gemeinde in Tschechien. Sie liegt sechs Kilometer westlich von Velké Meziříčí und gehört zum Okres Žďár nad Sázavou.

## Geographie
Uhřínov befindet sich im Krischanauer Bergland (Křižanovská vrchovina) im Süden der Böhmisch-Mährischen Höhe. Das Dorf liegt rechtsseitig des Flüsschens Balinka oberhalb der Einmündung der Bäche Pohořílský potok und Svatoslavský potok. Nordöstlich erhebt sich der Hrbovský vrch (568 m), im Südosten die Kopaniny (530 m), südwestlich der Strážnice (564 m) und im Westen die Jalovcová hora (584 m). Südöstlich liegt der Naturpark Balinské údolí.
Nachbarorte sind Šeborov, Svařenov und Hrbov im Norden, Loupežník im Nordosten, Amerika und Velké Meziříčí im Osten, Oslavice und Baliny im Südosten, Nový Telečkov im Süden, Horní Heřmanice und Horní Radslavice im Südwesten, Pohořílky im Westen sowie Otín und Frankův Zhořec im Nordwesten.

## Geschichte
Alten Überlieferungen zufolge soll sich in der Umgebung die Burg Ungeltberg befunden haben, die Johann von Luxemburg 1312 als Räubernest eroberte und schleifen ließ. Von dieser Burg soll sich der Name des Dorfes ableiten.
Die erste schriftliche Erwähnung des Ortes erfolgte 1348. Zu dieser Zeit war das Dorf zwischen Ondřej von Uhřínov und der Herrschaft Meziříčí aufgeteilt. Des Weiteren befand sich in Uhřínov ein Freihof. 1622 kaufte Jakub Čermák den abgebrannten Freihof von dem Bürger Václav Buchta. Čermák gehörte zu den zwei freien Landbesitzern in Mähren, die zusammen mit vier weiteren in Böhmen, in den Vladikenstand erhoben wurden. Nach mehreren Besitzerwechseln gehörte Uhřínov 1645 anteilig mit acht Häusern zur Herrschaft Meziříčí und mit fünf Häusern zur Herrschaft Budišov.
Nach der Aufhebung der Patrimonialherrschaften bildete Uhřínov ab 1850 mit den Ortsteilen Šeborov, Frankův Zhořec, Hrbov und Baliny eine politische Gemeinde in der Bezirkshauptmannschaft Velké Meziříčí. 1908 entstand die Gemeinde Baliny. 1918 wurden der zum Großgrundbesitz von Franz Graf Harrach auf Velké Meziříčí gehörige Hof Pohořílky und der zur Herrschaft Budišov gehörige Hof Oslavice enteignet und das Land an die Kleinbauern der umliegenden Orte verkauft. Zu Beginn des Jahres 1961 wurde Uhřínov dem Okres Žďár nad Sázavou zugeordnet. Zwischen 1980 und 1991 war das Dorf nach Velké Meziříčí eingemeindet. Seit dem 1. Januar 1992 besteht die Gemeinde Baliny wieder. Seit dem 15. Januar 2009 führt die Gemeinde Uhřínov ein Wappen und Banner.

## Gemeindegliederung
Die Gemeinde Uhřínov besteht aus den Ortsteilen Šeborov (Scheborow) und Uhřínov (Aurschinow), die zugleich auch Katastralbezirke bilden.

## Sehenswürdigkeiten
- Kirche hl. Kreuzerhöhung, der im 13. Jahrhundert errichtete und seit 1349 nachweisbare gotische Vorgängerbau wurde während des Dreißigjährigen Krieges verwüstet und 1720 durch einen Brand zerstört. Die heutige dreischiffige Kirche wurde in den Jahren 1908–1909 nach Plänen von Josef Karásek durch den Baumeister Leopold Jungmann anlässlich des Krönungsjubiläums Papst Pius X. aus Spendengeldern im neoromanischen Stil errichtet. Der Hauptaltar ist ein Geschenk der Stadt Wien. Die Weihe erfolgte am 28. November 1909 durch Bischof Paul Graf Huyn.
- Glockenturm und steinernes Kreuz in Šeborov, errichtet 1869
- Barockes Pfarrhaus aus dem Jahre 1786
- Naturpark Balinské údolí, in den Flussmäander der Balinka, südöstlich des Ortes
- Sühnestein am Abzweig nach Horní Radslavice, der am Waldrand befindliche Stein erinnert an den Tod eines Jägers bei einem Jagdunfall im Jahre 1952
- Doležalův mlýn, auch Valův mlýn genannt, die mittelalterliche Wassermühle befindet sich am rechten Ufer der Balinka bei der Brücke nach Velké Meziříčí
- Stočkův mlýn, die 1437 errichtete Mühle liegt unterhalb von Šeborov an der Balinka

## Persönlichkeiten
- Filip Heusler (1859–1933), Pfarrer, Publizist und Schriftsteller
- Jan Dokulil (1910–1974), der Dichter war von 1937 bis 1950 Pfarrer in Uhřínov, zwischen 1950 und 1965 war er inhaftiert
- Jan Zahradníček (1905–1960), der katholische Dichter war von 1935 bis 1945 auf Einladung des Pfarrers Dokulil im Pfarramt tätig. 1945 heiratete Zahradníček in Uhřínov. Nach Verbüßung einer Haftstrafe von 1951 bis 1960 kehrte er nach Uhřínov zurück und verstarb kurze Zeit später bei Vlčatín an den Haftfolgen und wurde auf dem Friedhof in Uhřínov beigesetzt.